# Polycera quadrilineata
Polycera quadrilineata (O.F. Müller, 1776) è un mollusco nudibranchio della famiglia Polyceridae.

## Descrizione
Corpo di colore bianco perla traslucido, con caratteristiche quattro linee gialle lungo il corpo, tratteggiate. Rinofori dello stesso colore del corpo alla base, poi gialli, lamellari. Ciuffo branchiale dello stesso colore del corpo alla base, poi giallo. Caratteristici i quattro tentacoli che partono dal bordo frontale del mantello. Fino a 4 centimetri.

## Biologia
Si nutre di briozoi dei generi Bowerbankia (Bowerbankia gracilis), Bugula (Bugula avicularia, Bugula neritina), Cellaria (Cellaria fistulosa, Cellaria sinuosa), Electra (Electra pilosa, Electra posidoniae), Membranipora (Membranipora membranacea) e delle specie Alcyonidium polyoum, Callopora dumerili, Celleporella hyalina, Chorizopora brongniarti, Flustrellidra hispida, Microporella ciliata, Schizoporella unicornis, Tegella unicornis.

## Distribuzione e habitat
Oceano Atlantico orientale, dall'Islanda e Groenlandia fino a Gibilterra; Mar Mediterraneo, dalla Spagna alla Turchia.